# Opacifrons parabisecta
Opacifrons parabisecta är en tvåvingeart som beskrevs av Marshall och Langstaff 1998. Opacifrons parabisecta ingår i släktet Opacifrons och familjen hoppflugor. Inga underarter finns listade i Catalogue of Life.